# 尤納基夫卡
51°7′12″N 35°2′21″E / 51.12000°N 35.03917°E

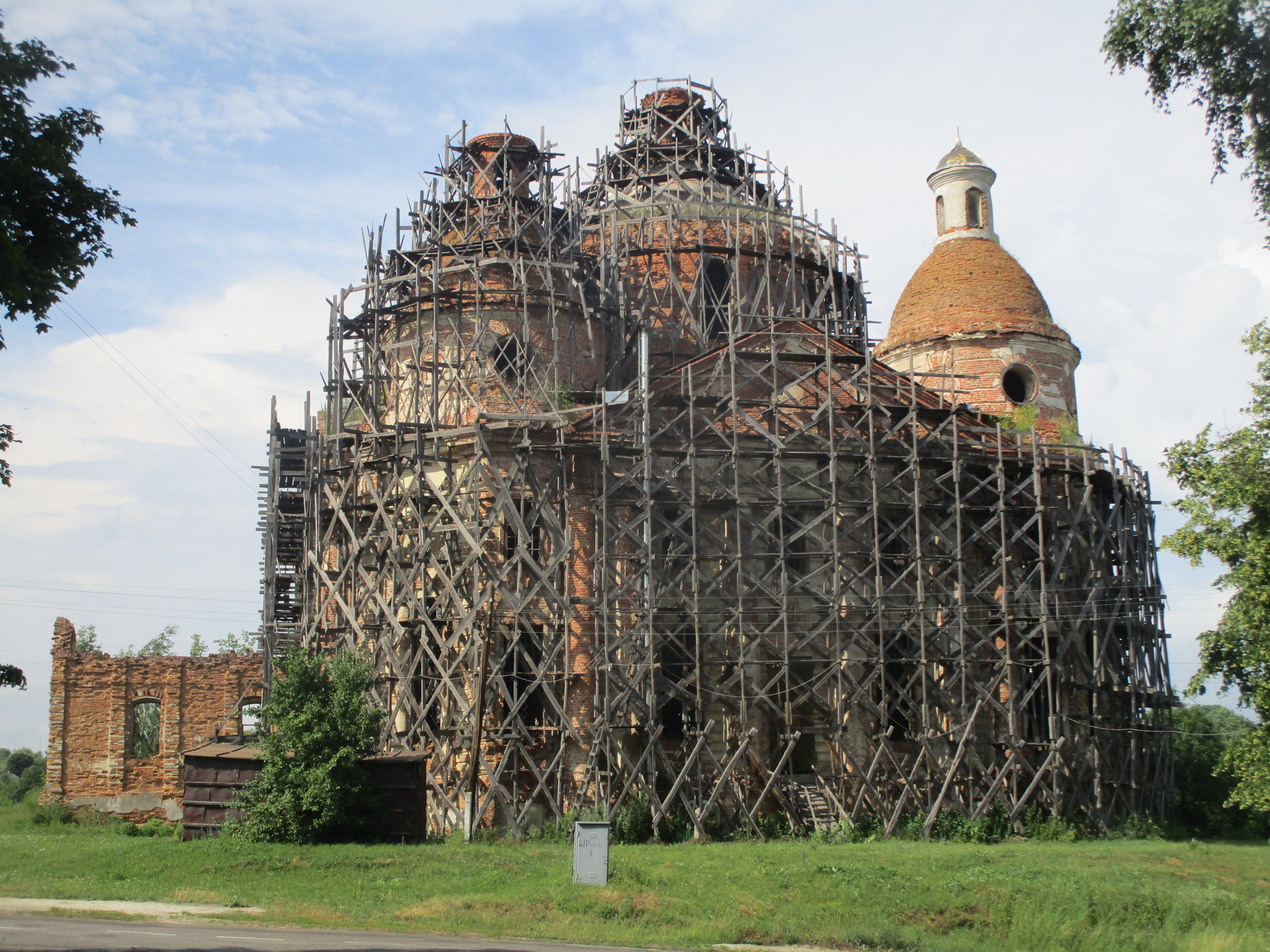
該村修復中的尤納基夫卡聖母聖誕教堂

尤納基夫卡（羅馬化：Yunakivka）是位於烏克蘭北部蘇梅州蘇梅區尤纳基夫卡市镇的村莊，亦為該市鎮的行政中心。該村處於洛克尼亞河發源地北方，距離蘇梅路程約42公里，距離最近的俄國邊境約7.5公里。海拔高度166米，2023年人口1240。